# Droga wojewódzka 570
Die Droga wojewódzka 570 (DW 570) ist eine 18 Kilometer lange Droga wojewódzka (Woiwodschaftsstraße) in der polnischen Woiwodschaft Masowien, die die Wróblewo und Czerwińsk nad Wisłą verbindet. Die Strecke liegt im Powiat Płoński.

## Streckenverlauf
Woiwodschaft Masowien, Powiat Płoński
-  Wróblewo (DK 50)
- Skwary
-  Naruszewo (DW 571)
- Stare Radzikowo
- Komsin
- Parlin
-  Czerwińsk nad Wisłą (DK 62)